# (73535) 2003 OB14
(73535) 2003 OB14 – planetoida z pasa głównego asteroid okrążająca Słońce w ciągu 6,29 lat w średniej odległości 3,41 j.a. Odkryta 28 lipca 2003 roku.